# Tour de Mauvières
La Tour de Mauvières est l’unique vestige d’un château médiéval qui occupait l’extrémité d’un éperon rocheux sur la commune de Loches, en Indre-et-Loire, à deux kilomètres au sud du château.

## Histoire
Le fief de Mauvières, rattaché au château de Loches, est connu depuis le XIe siècle ; il appartient à cette époque à Lisois d'Amboise, sénéchal d'Anjou et fidèle de Foulques Nerra, qui est le seigneur du château tout proche. Dans le système de défense de Loches, elle peut constituer un poste avancé au sud; verrouillant l'entrée d'un vallon.
La tour, seul vestige du château, peut être datée du XIVe siècle.
La ville de Loches achète la tour en 1920 ; elle est classée monument historique six ans plus tard.

## Architecture
La tour comportait cinq étages composés chacun d’une salle unique, séparés par des planchers ; tous les aménagements intérieurs ont disparu, mais la trace de ces planchers ainsi que des cheminées servant à chauffer les salles subsistent. La partie supérieure des murs ainsi que la toiture à deux pans ont également disparu. Les murs sont montés en grand appareil de pierre calcaire de taille qui enserre un blocage de moellons irréguliers noyés dans du mortier.
Il ne subsiste des autres bâtiments du château que quelques pans de murs et des galeries creusées dans le coteau, dont la tradition rapporte que l'une d'elles permettait de rejoindre le château de Loches.

## Pour en savoir plus